# جاي شيتي
جاي شيتي (من مواليد 6 سبتمبر 1987) هو كاتب بريطاني وراهب سابق ومدرب هادف. ومقدم البودكاست، ضيوفه كانو أليشيا كيز، كلوي كارداشيان، وكوبي براينت، وكانت النتيجة تحميل 64 مليون. ويقوم اليوم بمناقشة الصحة العقلية والغرض من الحياة.